# Œuf-en-Ternois
Œuf-en-Ternois ist eine französische Gemeinde mit 253 Einwohnern (Stand 1. Januar 2022) im Département Pas-de-Calais in der Region Hauts-de-France. Sie gehört zum Arrondissement Arras und zum Gemeindeverband Ternois.

## Geografie
Die Gemeinde Œuf-en-Ternois liegt in der Landschaft Ternois inmitten der historischen Provinz Artois, etwa 45 Kilometer westlich von Arras und etwa 50 Kilometer östlich der Straße von Dover.
Die angrenzenden Gemeinden sind Humières im Norden, Beauvois und Siracourt im Nordosten, Croisette im Osten, Guinecourt im Süden, Linzeux im Südwesten sowie Willeman im Westen.
Nach ausgiebigen Niederschlägen füllen sich die Trockentäler im Gemeindegebiet und entwässern in Richtung Südwesten zum Fluss Canche. Bis auf kleine Hangwälder im Westen (Bois Delcourt, Bois de Saint) ist das 8,75 km² umfassende Areal der Gemeinde waldfrei.

## Geschichte
Über den Ursprung des Ortsnamens Œuf (französisch für Ei) gibt es verschiedene Ansichten. Man kann Zusammenhänge zum lateinischen ovum (Ei) oder zum lateinischen ovis (Schafe) herstellen. Eine andere Theorie besagt, dass der Name germanischen Ursprungs ist und die gleiche Wurzel wie das niederländische Wort huis (Haus) hat. Dafür spräche, dass sich die Bewohner von Œuf selbst Oesiens nennen.
Unweit der Kirche St. Martin ist noch heute eine schwache unnatürliche Neigung in der Landschaft sichtbar. Es handelt sich um die Überbleibsel einer ehemaligen feudalen Motte, eine primitive Burg auf einem künstlichen Hügel von einem Graben umgeben und mit einer Mauer begrenzt. Das ebenfalls untergegangene Kloster und die Motte (beide aus dem 13. Jahrhundert) waren unterirdisch verbunden. Es gab sogar eine unterirdische Verbindung zum Bergsporn Mont d'Œuf westlich des Dorfes.
Zwischen Kirche und Friedhof gibt es einen weiteren, kleineren Hügel, unter dem sich die Reste einer Windmühle verbergen.
Spätestens seit den Bombardierungen von 1944 sind keine oberirdischen Spuren von Kloster, Motte und Mühle mehr auszumachen.
Während des Zweiten Weltkrieges gab es in und um Œuf die meisten Opfer bei Angriffen der Alliierten auf in der Nähe stationierten V1-Abschussrampen der Deutschen.

### Bevölkerungsentwicklung
| Jahr      | 1962 | 1968 | 1975 | 1982 | 1990 | 1999 | 2006 | 2012 | 2021 |
| --------- | ---- | ---- | ---- | ---- | ---- | ---- | ---- | ---- | ---- |
| Einwohner | 283  | 250  | 247  | 227  | 254  | 226  | 250  | 255  | 254  |

Im Jahr 1872 wurde mit 522 Bewohnern die bisher höchste Einwohnerzahl ermittelt. Die Zahlen basieren auf den Daten von cassini.ehess und INSEE.

## Sehenswürdigkeiten
Örtliche Sehenswürdigkeiten sind:

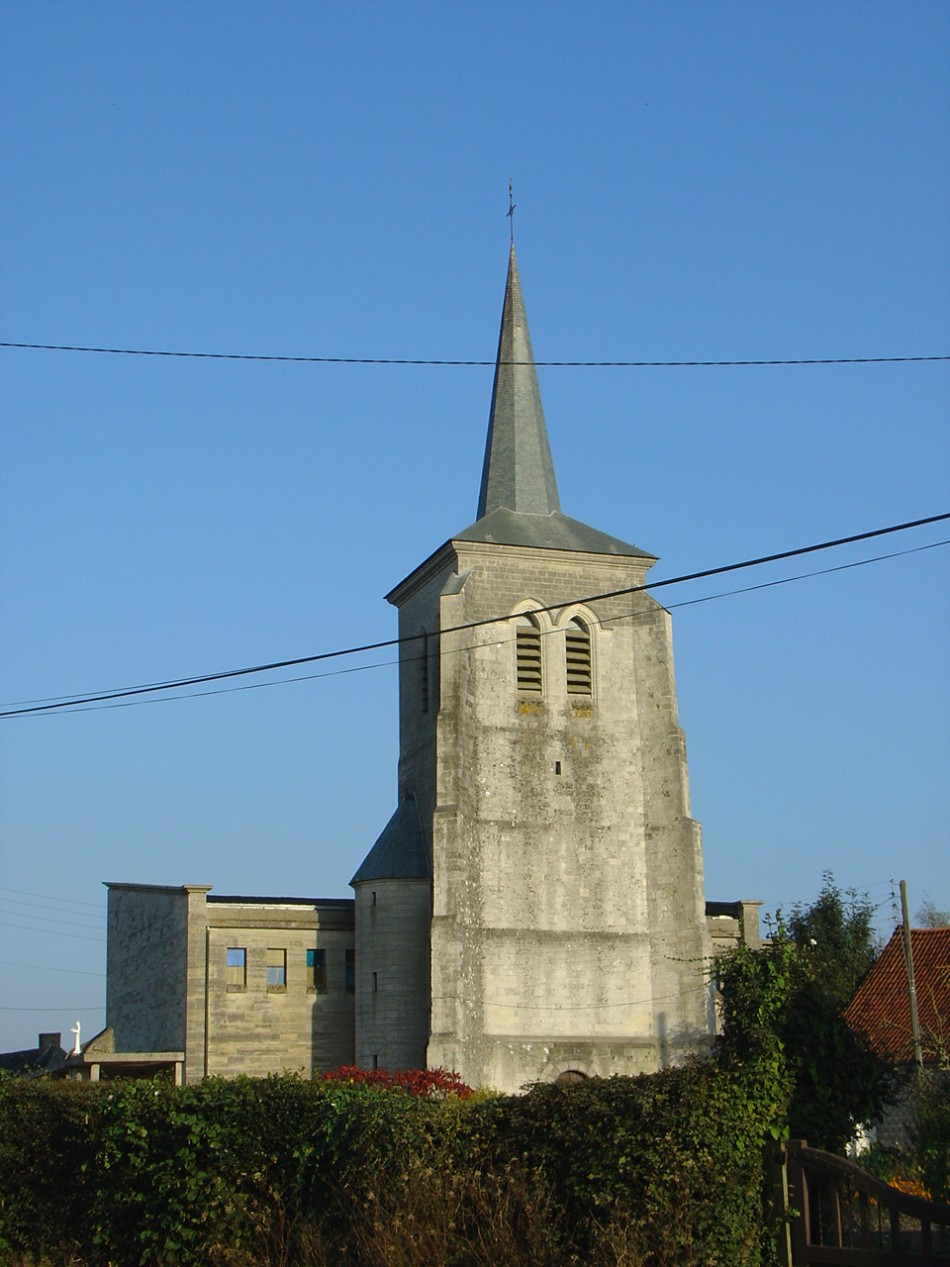
Kirche St. Martin

- Kirche Saint-Martin: der Turm stammt aus dem Jahr 1609, das Schiff wurde nach Bombardierungen am 31. Juli 1944 in den 1960er Jahren durch einen Neubau ersetzt
- einige Natursteinhäuser an der Rue d’Agerue, davon eines mit Flintstein- und Sandstein im Schachbrettmuster
- zwei öffentliche Brunnen – einer am Anfang der Rue Linzeux und einer im Ortsteil Le Riez direkt neben dem Sportplatz
- Kriegerdenkmal, es trägt die Namen der Kriegsopfer von Œuf und dem kleineren Nachbardorf Guinecourt
- privater begehbarer Garten (Jardin des Collines mit einer großen Sammlung von Bambus, Rosen und Hortensien)
- Wegkreuz und Wasserturm in der Rue de Champs
- zwei weitere Wegkreuze in der Rue de Beauvois und eines in der Rue Guilbert

## Wirtschaft und Infrastruktur
In der Gemeinde spielt seit alters her die Landwirtschaft eine wichtige Rolle. Angebaut werden hauptsächlich Zucker- und Futterrüben, Weizen, Kartoffeln und Flachs.
Viereinhalb Kilometer nördlich des Dorfkerns besteht Anschluss an die autobahnähnlich ausgebaute D 939 von Arras nach Montreuil-sur-Mer.

## Belege
1. ↑  bienvenue à Oeuf auf www.oeufenternois.net (französisch)
2. ↑  „Schlachtfelder“ auf www.oeufenternois.net (niederländisch)
3. ↑  Œuf-en-Ternois auf cassini.ehess
4. ↑  Œuf-en-Ternois auf INSEE
5. ↑  à voir à Oeuf auf oeufenternois.net (französisch)
6. ↑  welcome to Oeuf auf www.oeufenternois.net (englisch)